# 吉田丈一郎
吉田 丈一郎（よしだ じょういちろう、9月21日 - ）は、日本の男性声優。福島県会津若松市出身。賢プロダクション所属。

## 略歴
スクールデュオ17期生。

## 人物
特技は会津弁、サッカー、相撲。相撲は小学校から高校までの12年間取り組んでいた。全国中学校体育大会相撲競技、全国大会出場経験あり。趣味は映画鑑賞、スポーツ鑑賞、水泳、麻雀。

## 出演

### テレビアニメ
2017年
- 縁結びの妖狐ちゃん
- トミカハイパーレスキュー ドライブヘッド 機動救急警察（作業員）

2018年
- 刻刻（佐河の友人）
- ひそねとまそたん（整備員B、岐阜整備員）
- あまんちゅ!〜あどばんす〜（男性）
- 奴隷区 The Animation（チンピラ、ムオンの部下）
- 銀河英雄伝説 Die Neue These 邂逅（町民）
- バキ（ナイフ男）
- 夢王国と眠れる100人の王子様（カムラ）
- BANANA FISH（追手、ボーイ、ワクサー、警備員、部下）
- 火ノ丸相撲（2018年 - 2019年、橋、生徒、生徒会役員、審判）
- ゾンビランドサガ（カップル 男、ライブスタッフA）

2019年
- 風が強く吹いている（係員B）
- 川柳少女（交流会のおじさんD）
- キャロル&チューズデイ（エゼキエルの取り巻きB、記者A）
- 七つの大罪 シリーズ（2019年 - 2021年、妖精族、聖騎士、村人、賢者、兵士） - 2シリーズ

2020年
- SHOW BY ROCK!! ましゅまいれっしゅ!!（手下）
- ファンタシースターオンライン2 エピソード・オラクル（アークス）
- サザエさん（2020年 - 2022年、海ノ岩 他）
- 呪術廻戦（佐山）
- おそ松さん（2020年 - 2021年、くそ助、社員）

2021年
- RE-MAIN（福田）
- 不滅のあなたへ（2021年 - 2022年、建物係） - 2シリーズ

2022年
- パズドラ（乙女花〈中年〉、イカ父、江本）
- シュート!Goal to the Future（須藤将也）
- 勇者パーティーを追放されたビーストテイマー、最強種の猫耳少女と出会う（ゴブリンA）
- 弱虫ペダル LIMIT BREAK（先輩）

2023年
- 虚構推理 Season2（刑事）
- ノケモノたちの夜（斥候）
- 冒険大陸 アニアキングダム（ノコギリクワガタ）
- ドラえもん（テレビ朝日版第2期）（配達員、店員、作業員）
- レベル1だけどユニークスキルで最強です（冒険者）
- 忍たま乱太郎（2023年 - 2024年、忍者、町人）
- 聖女の魔力は万能です（護衛団員）
- 鴨乃橋ロンの禁断推理（木明公康）

2024年
- クレヨンしんちゃん（おじさん）
- 魔王軍最強の魔術師は人間だった（警備兵B）
- 逃げ上手の若君
- 烏は主を選ばない（鵄の手下）
- らんま1/2 (2024)（男子、村人）
- メカウデ（囚われのメカウデ、ARMS隊員B）

2025年
- クラシック★スターズ（医師）
- TO BE HERO X（ダーフー）
- ホテル・インヒューマンズ（ジョンドゥ）
- 鬼人幻燈抄（町人）

### 劇場アニメ
- 甲鉄城のカバネリ 海門決戦（2019年）
- 天気の子（2019年）[3]

### Webアニメ
- DEVILMAN crybaby（2018年、民衆10）
- 賭ケグルイ双（2022年、生徒たち）
- 七つの大罪 怨嗟のエジンバラ（2022年、街人B）

### ゲーム
- CARAVAN STORIES（2018年、ディラ[4][5]）
- ドラゴンクエストX いばらの巫女と滅びの神 オンライン（2019年、城の兵士ロンノール、ムシカキ、候補者C、ファラザード兵A[6]）
- SDガンダム GGENERATION CROSSRAYS（2019年、一般兵ボイス〈荒くれ者C〉）
- The Last of Us Part II（2020年）
- OCTOPATH TRAVELER 大陸の覇者（2020年）[7]
- SDガンダム バトルアライアンス（2022年、GR隊・2号機隊員、デラーズ・フリート指揮官A、ギャラルホルン兵B、敵軍一般兵A）
- ファイナルファンタジーVII リバース（2024年）

### 吹き替え

#### 映画
- THE BATMAN-ザ・バットマン-[8]
- ジェントルマン（ピリョン〈イ・ダル〉[9]）
- 聖闘士星矢 The Beginning[10]
- 武道実務官
- マローダーズ 襲撃者（レオン）

#### ドラマ
- アウトランダー
- アメリカンズ
- El Chapo
- ウォンテッド! ローラ&チェルシー（ダーク）
- エレメンタリー
- カウンターパート/暗躍する分身
- ケージダイブ
- スキャンダル
- ノーベル
- フィアー・ザ・ウォーキング・デッド
- ヘチ 王座への道（クンテ）
- 暴走地区ZOO
- 欲望は止まらない!（ジョン）

#### アニメ
- トランスフォーマー アーススパーク（男性捜査官、捜査官[11]、戦闘員[12]）
- パラダイス警察

### シリーズ一覧
1. ↑  第3期『神々の逆鱗』（2019年）、第4期『憤怒の審判』（2021年）
2. ↑  第1シリーズ（2021年）、第2シリーズ（2022年）

### 初出話一覧
1. ↑  第1217話初出
2. ↑  第3話初出
3. ↑  第6話初出
4. ↑  第17話初出
5. 1 2  第2話初出
6. 1 2  第4話初出
7. 1 2  第5話初出
8. ↑  第1話初出
9. ↑  第19話初出